# 上田卓司
上田 卓司（うえだ たくじ、1951年1月17日 - ）は、日本の実業家。株式会社フジタ代表取締役社長執行役員を務めた。

## 人物・経歴
長崎県出身。長崎県立北松南高等学校を経て、1973年工学院大学工学部建築学科卒業、フジタ工業（現フジタ）入社。フジタ環境創造事業本部再開発推進事業部長、同社環境創造事業本部副本部長、都市再生推進本部事業統括部長等を経て、2005年執行役員都市再生推進本部長。2008年から社長執行役員を務め、中国事業の強化などを進めた。